# Aloyzas
Aloyzas ist ein litauischer männlicher Vorname (abgeleitet von Alois). Die weibliche Form ist Aloyza.

## Personen
- Aloyzas Kruopys (* 1963), Richter, Präsident von Appellationsgericht Litauens
- Aloyzas Kveinys (1962–2018), Schachspieler und internationaler Großmeister
- Aloyzas Sakalas (1931–2022), Politiker und Wissenschaftler
- Aloyzas Vitkauskas (* 1954), Politiker, Vizeminister

Zwischenname:
- Saulius Aloyzas Bernardas Kutas  (* 1935), Politiker, Energieminister